# 反衝溫度
在凝聚態物理和原子物理學中，反衝溫度（英文: Recoil temperature）是一些雷射冷卻技術所能達到的基本溫度下限。此溫度的量值相當於一個靜止原子在進行自發輻射，釋放出一顆光子後所獲得的動能。反衝溫度可由下式得出:
{\displaystyle T_{\text{recoil}}={\frac {\hbar ^{2}k^{2}}{mk_{\text{B}}}}={\frac {p^{2}}{mk_{\text{B}}}},}
其中
- k 是光的波向量的大小,
- m 是原子的質量
- kB 是波茲曼常數
- {\displaystyle \hbar } 是普朗克常數
- {\displaystyle p=\hbar k} 是光子的動量

一般而言，反衝溫度低於原子、分子的都卜勒冷卻極限，因此必須仰賴「薛西弗斯冷卻」等亞都卜勒冷卻技術才能達到此溫度。舉例來說，鹼金族金屬D2 譜線的反衝溫度約為1 μK，而其都卜勒冷卻極限則約為100 μK。然而有些鹼土族金屬具有窄線寬的譜線，例如鍶，其都卜勒極限低於反衝極限，因此無須使用亞都卜勒冷卻技術，也能在磁光陷阱中達到反衝極限。